# Coupe de Championnat 1897-98
La Primera División de Bélgica 1897/98 fue la tercera temporada de la máxima competición futbolística en Bélgica.

## Tabla de posiciones
| Pos | Equipo                               | PJ | PG | PE | PP | GF | GC | Pts | DG  |
| --- | ------------------------------------ | -- | -- | -- | -- | -- | -- | --- | --- |
| 1   | F.C. Liégeois                        | 8  | 6  | 2  | 0  | 30 | 5  | 14  | +25 |
| 2   | Racing Club de Bruxelles             | 8  | 4  | 2  | 2  | 18 | 7  | 10  | +11 |
| 3   | Léopold Club de Bruxelles            | 8  | 2  | 4  | 2  | 17 | 23 | 8   | -6  |
| 4   | Athletic & Running Club de Bruxelles | 8  | 2  | 2  | 4  | 11 | 17 | 6   | -6  |
| 5   | Antwerp F.C.                         | 8  | 1  | 0  | 7  | 7  | 31 | 2   | -24 |

PJ = Partidos jugados; PG = Partidos ganados; PE = Partidos empatados; PP = Partidos perdidos; GF = Goles a favor; GC = Goles en contra; Pts = Puntos; DG = Diferencia de goles